# コイナダム
コイナダム（Koyna Dam）は、インド西部のマハーラーシュトラ州サーターラー県にある大型ダム（重力式コンクリートダム）である。1967年に「コイナ地震」という誘発地震（人造地震）を引き起こしたことで知られる。

## コイナ地震
1967年12月10日、インド西部でM6.3 - 6.5の地震が発生し（震源の深さは6 - 8キロメートル）、180 - 200人が死亡したほか、約2,300人が負傷した。コイナ地震と呼ばれるこの地震は、コイナダム（貯水量は28億トン）を造ったことによって引き起こされた「誘発地震」であったと考えられている。
コイナダム付近では、1962年の貯水開始後から地鳴りと小さな地震が発生していたが、1967年12月になってついにM6を超える大きな地震が発生、基盤加速度0.63Gを記録し亀裂が生じたのである。同時期にはダムは最高水位に達しており、貯まった水の水圧によって地震が誘発されたと考えられている。もともとダムの周辺は地震が少ない地域であっただけに、人為的な要因により引き起こされたこの地震は注目を集めた。